# Dorfkirche Vieritz

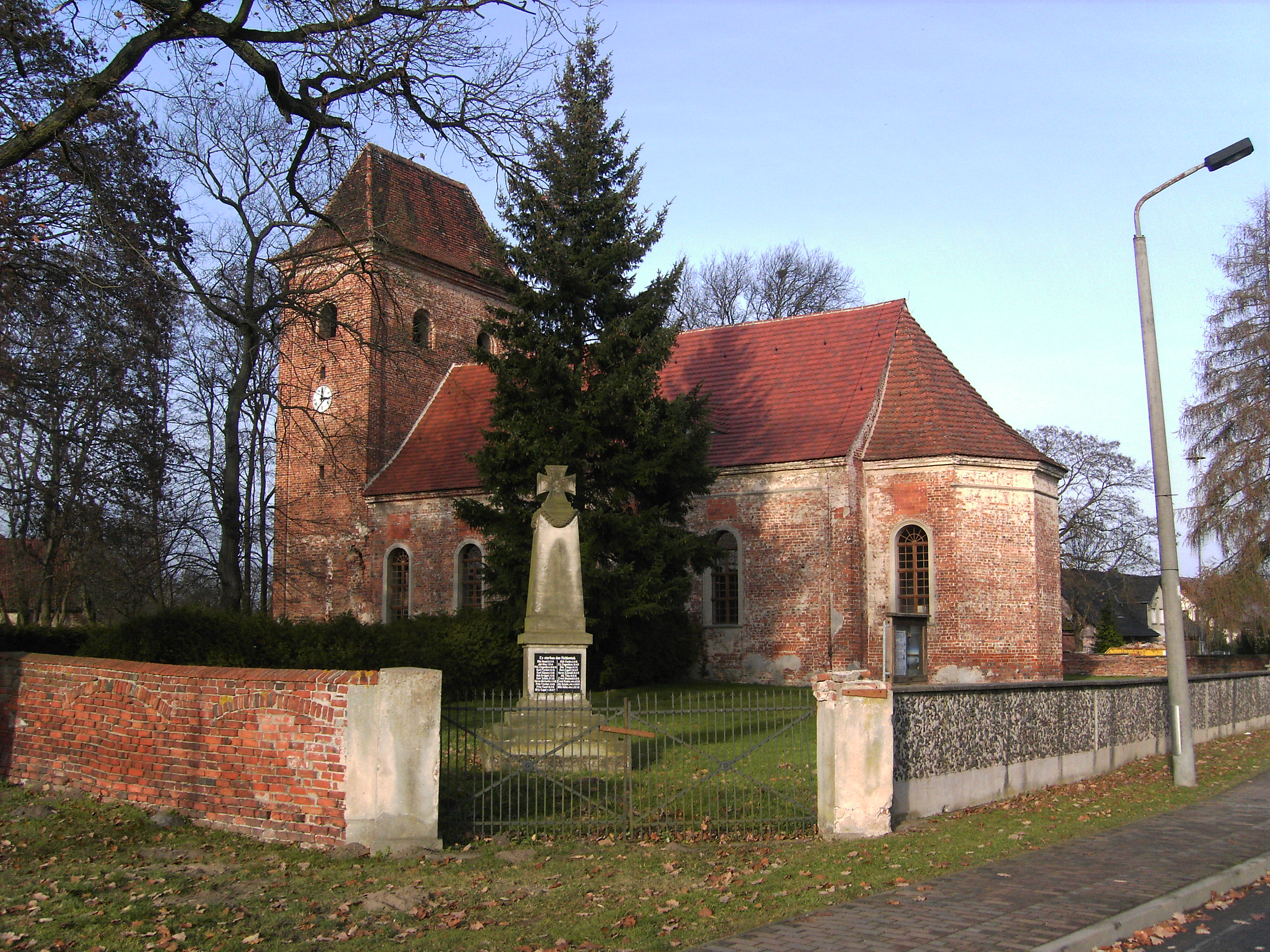
Dorfkirche in Vieritz

Die evangelische Dorfkirche Vieritz ist eine Saalkirche in Vieritz, einem Ortsteil der Gemeinde Milower Land im brandenburgischen Landkreis Havelland. Die Kirche gehört zur evangelischen Kirchengemeinde Milow im Kirchenkreis Nauen-Rathenow der Evangelischen Kirche Berlin-Brandenburg-schlesische Oberlausitz. Das Gebäude steht unter Denkmalschutz.

## Baubeschreibung
Das Kirchengebäude liegt im Ortskern von Vieritz an der Westseite der Genthiner Straße.
Den Kern des Gebäudes bildet ein ungewöhnlich großer, spätromanischer Backsteinsaalbau aus der ersten Hälfte des 13. Jahrhunderts. Um das Jahr 1600 wurde ein querrechteckiger Westturm mit Ecklisenen unter einem Walmdach ergänzt. Im Dreißigjährigen Krieg wurde die Kirche teilzerstört und in den 1650er-Jahren wiederaufgebaut. In der ersten Hälfte des 18. Jahrhunderts (einer Inschrifttafel zufolge 1727) wurde das Schiff zu einem barocken Putzbau mit einem dreiseitigen Chor umgestaltet. Die Schiffsfenster wurden 1862 rundbogig erweitert. In den Jahren 2003 bis 2006 wurde das Gebäude instand gesetzt.
Das Innere überspannt eine verputzte Flachtonne. Die Hufeisenempore und das Gestühl stammen aus dem Jahr 1862. Ein reicher Kanzelaltar aus der zweiten Hälfte des 18. Jahrhunderts zeigt einen Säulenaufbau mit gesprengtem Giebel. Der polygonale Kanzelkorb ruht auf einer Mosesbüste und ist mit Akanthusschmuck verziert, flankiert von je zwei Evangelisten, von denen die äußeren wesentlich größer sind. Auf den filigranen Bögen der seitlichen Durchgänge sind Jakob und Noah als großfigurige Darstellungen zu sehen. Neben dem Schalldeckel sind Petrus und Paulus dargestellt; seitlich befinden sich Putten.

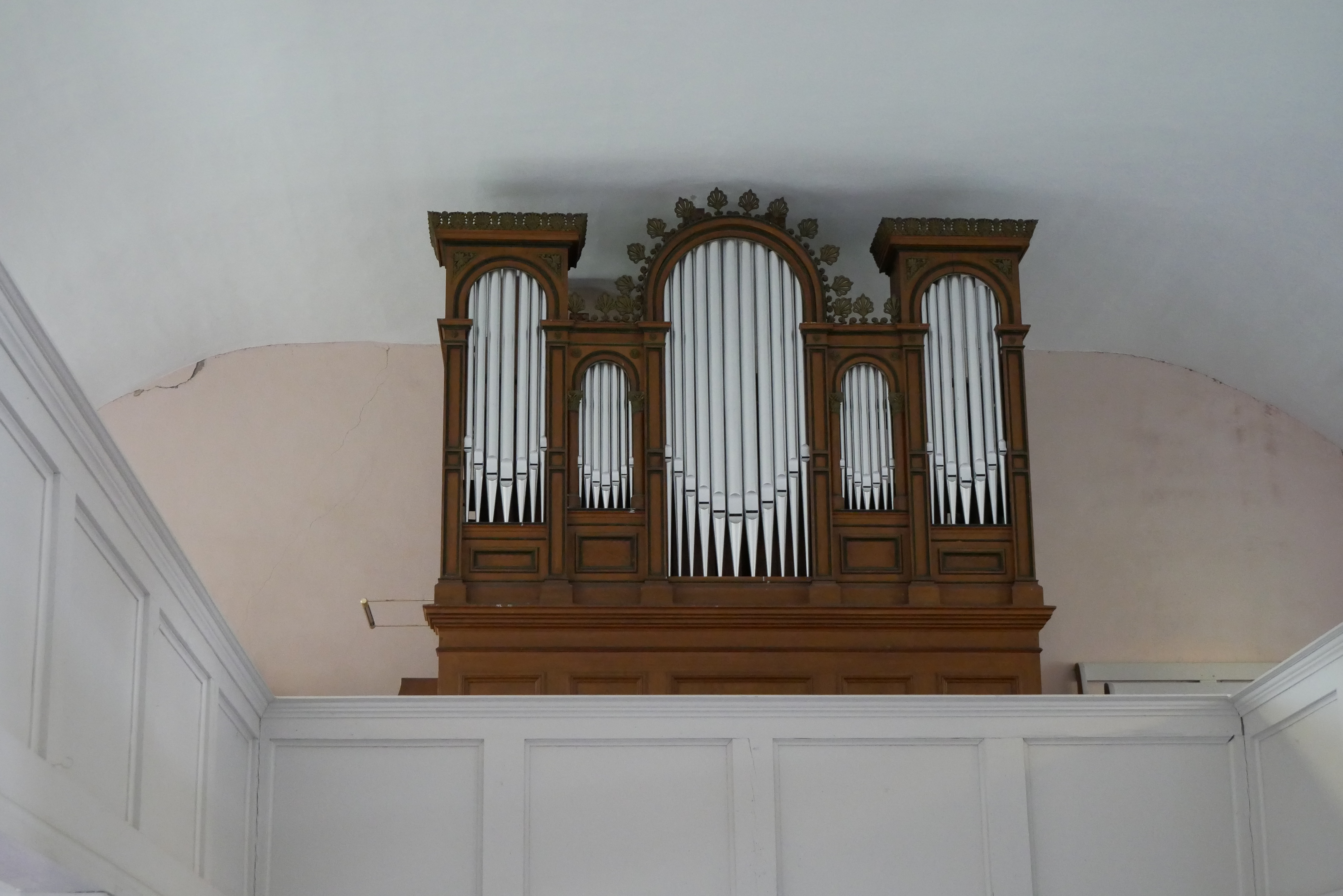
Westempore mit Orgel

Eine hölzerne Taufe, deren muschelartige Taufschale von drei freistehenden Putten getragen wird, stammt aus dem 18. Jahrhundert. In die Chorrückwand ist ein stattliches Wandepitaph für das Ehepaar Christoph Friedrich von Katte († 1751) und Ursula Anna von Hüneke († 1782) eingelassen. Im Mittelfeld des Epitaphs ist ein Tuchgehänge mit Grabinschrift zu sehen, während seitlich die Ganzfiguren Fides und Spes dargestellt sind. Es handelt sich um ein Epitaph für Mitglieder der Familie von Katte, und 1862 wurde ein Bronzedenkmal aufgestellt.
Im Innenraum befindet sich auch eine hölzerne Gedenktafel für Cuno Heinrich von Katte († 1664) mit einem Inschriftenfeld, das von einem gemalten Ohrmuschelornament- und Wappenrahmen sowie einem Bildnismedaillon umgeben ist. An der Südwand außerhalb des Gebäudes befindet sich ein Allianzwappen derer von Katte und von Hüneken aus dem Jahr 1727, das aus Sandstein gefertigt ist.
Auf der Westempore steht eine 1877 gefertigte Orgel des Berliner Orgelbauers Ferdinand Dinse, die gesondert unter Denkmalschutz steht. Sie umfasst 11 Register auf zwei Manualen und Pedal. Die letzte Überholung erfolgte 2007. Ebenfalls gesondert geschützt sind die drei Glocken. Die erste wurde 1602 durch Heinrich Borstelmann aus Magdeburg gefertigt, die zweite 1655 von Jakob Neuwert aus Berlin und die dritte 1650 von Simon Kolle aus Brandenburg. Von den ersten beiden ist überliefert, dass diese von Mitgliedern der Familie von Katte gestiftet wurden.

Glocken der Dorfkirche Vieritz
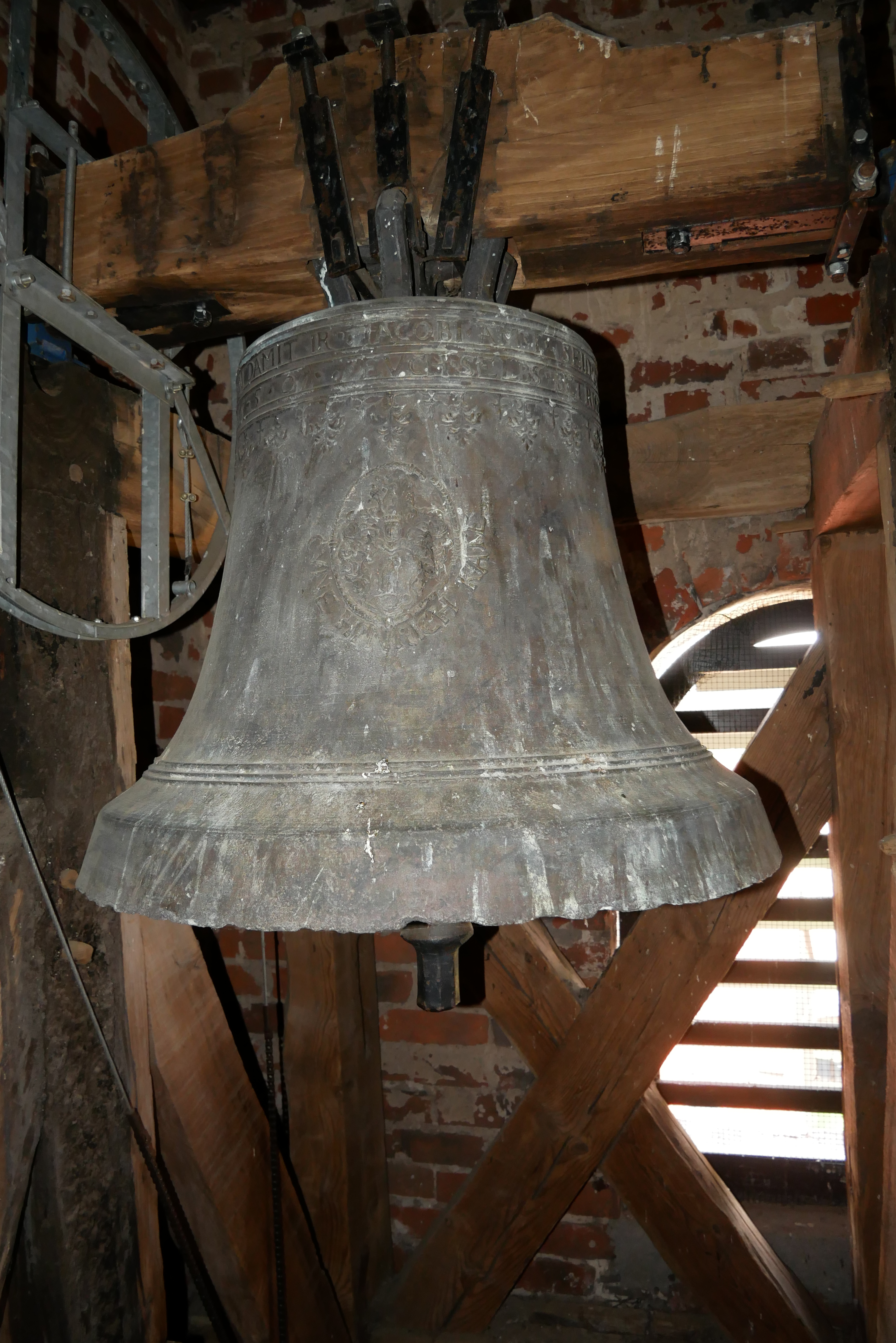
Kleine Glocke (1650 von Kolle)
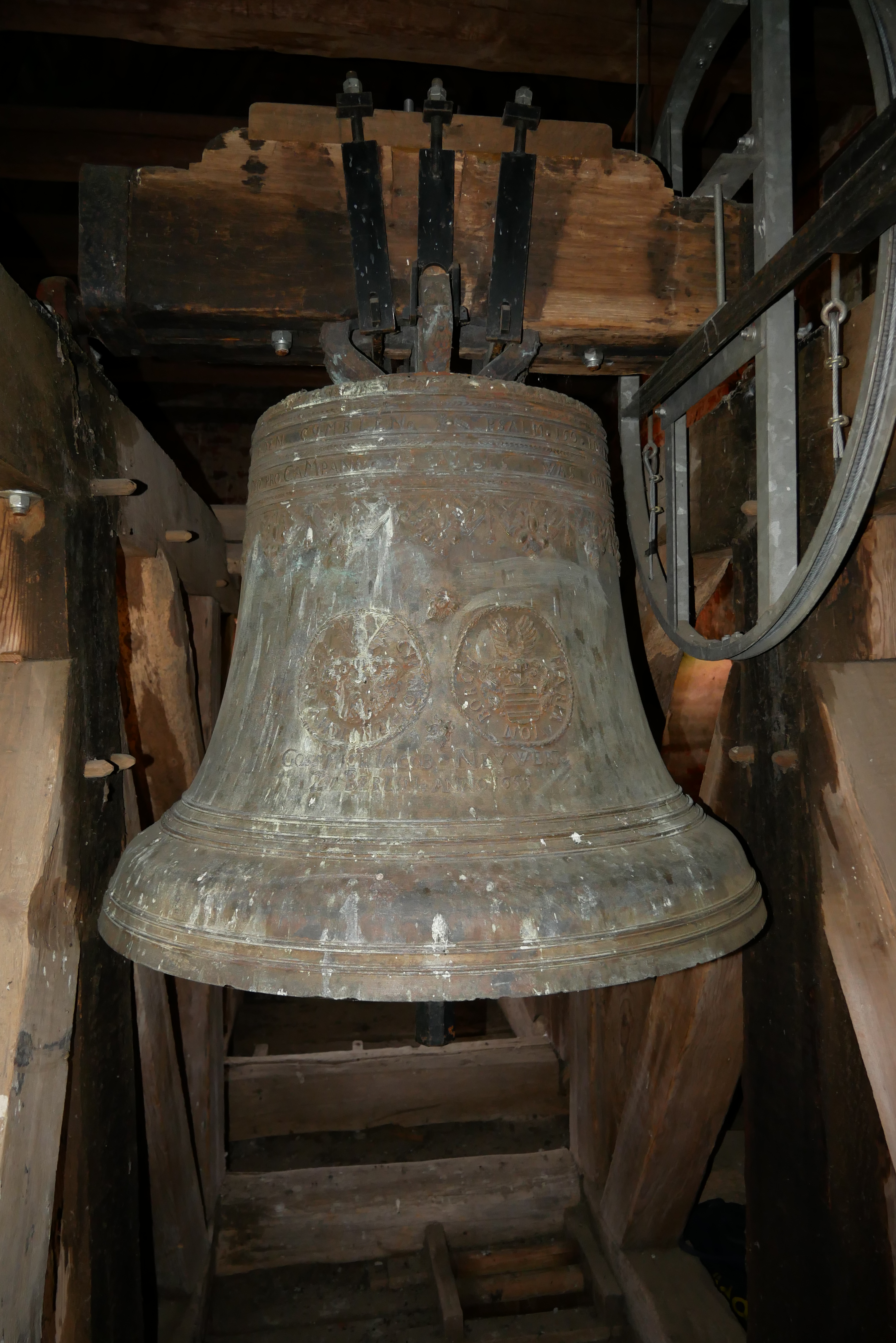
Mittlere Glocke (1655 von Neuwert)
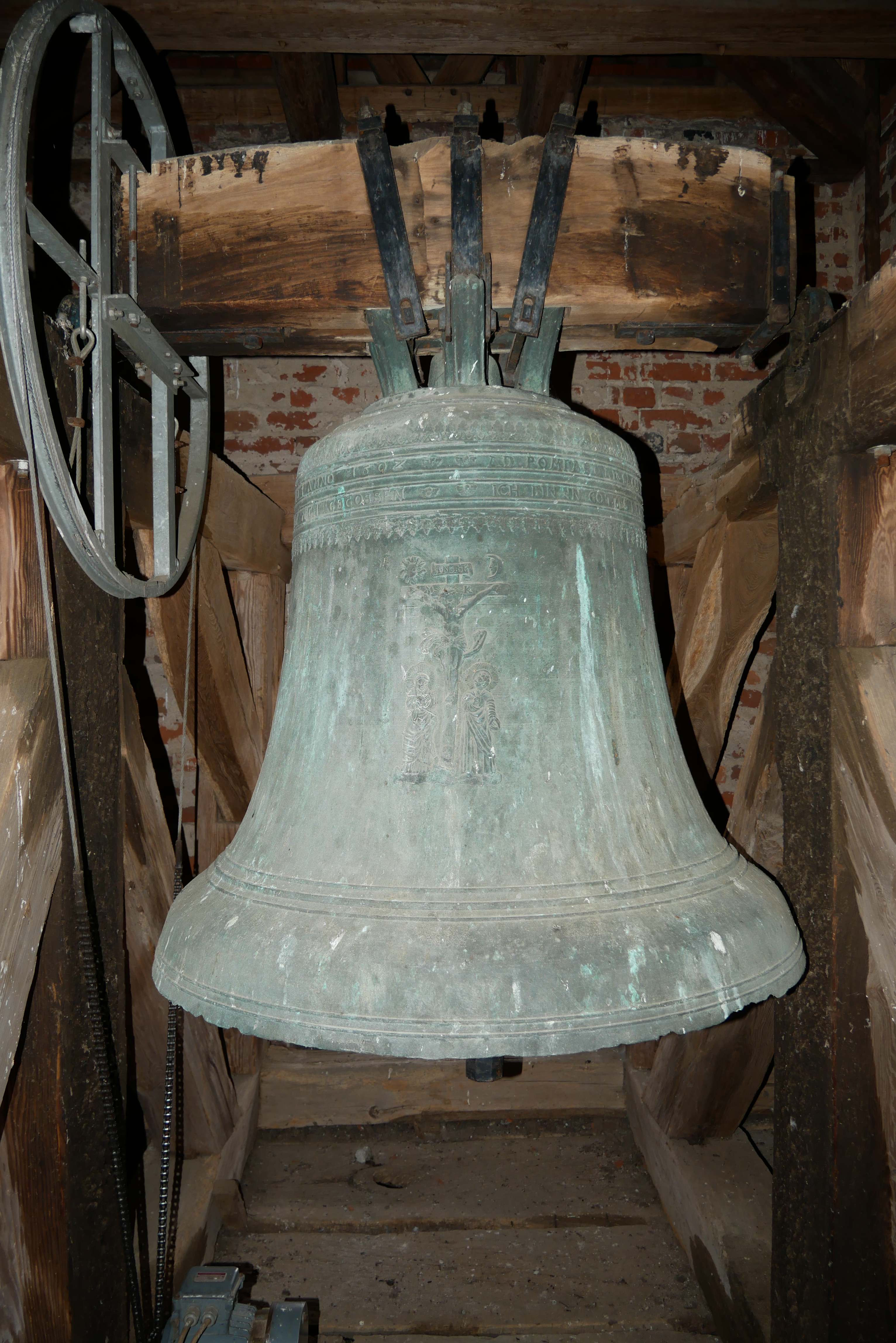
Große Glocke (1602 von Borstelmann)